# Galbula galbula
El jacamará coliverde (Galbula galbula), también denominado jacamar coliverde (en Colombia), tucuso montañero coliverde o tucuso de bosque coliverde (en Venezuela) o jacamar de cola verde, es una especie de ave piciforme de la familia Galbulidae, Es nativo del escudo guayanés y del nororiente de la cuenca amazónica en Sudamérica.

## Distribución y hábitat
Se distribuye desde el este de Colombia (Vichada, Meta), sur y este de Venezuela (al sur del río Orinoco), Guyana, Surinam, Guayana francesa y norte de Brasil (hacia el sur hasta los bajos ríos Madeira y Tapajós).
Habita en una variedad de ambientes, como bordes de selvas húmedas y en galería, de várzea, crecimientos secundarios altos, arbustales y matorrales. En una pequeña región de partes de Guyana y Guayana francesa, ocurre en simpatría con el jacamará colirrufo (Galbula ruficauda), pero se verifica que se segregan de acuerdo a su hábitat, la presente especie en situaciones ribereñas y áreas de colinas mientras el jacamará colirrufo ocupa sabanas.

## Descripción
Mide entre 18 y 22 cm de longitud y pesa entre 18 y 29 g. Su pico es negro, recto, puntiagudo y muy largo (5 cm). Las partes superiores de su cuerpo son verdes con iridiscencias bronceadas y cobrizas así como el ancho collar pectoral; la frente, corona y parte de las mejillas son verde azuladas; la garganta es blanca en el macho y ante canela en la hembra. El vientre es de color rojizo. La cola ventral es de color azul negruzco.

## Comportamiento
Ocurre en pareja o en pequeños grupos.

### Alimentación
Su dieta consiste de insectos, predominantemente himenópteros (por ejemplo, Ichneumonidae).

### Reproducción

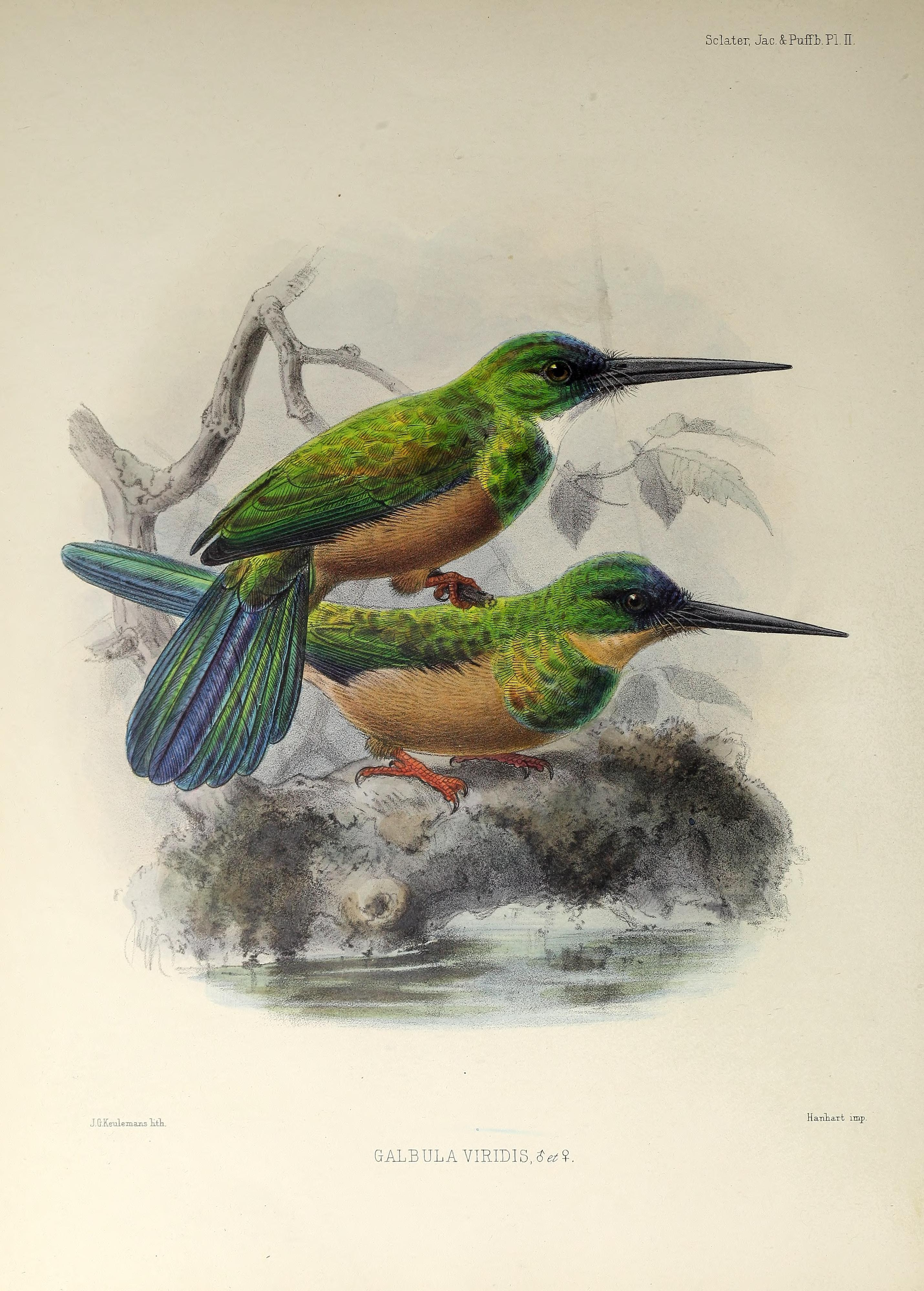
Galbula galbula, hembra (abajo) y macho (arriba), ilustración de Keulemans para Sclater A monograph of the jacamars and puff-birds, or families Galbulid and Bucconid, 1882.

Construyen sus nidos en barrancas o en montículos de termitas arborícolas (a unos 3 m del suelo), donde incuban, en promedio, dos huevos. En Surinam, dos machos y una hembra demoraron dos semanas en excavar un nido en un montículo de termitas. La participación de un segundo macho en el proceso reproductivo, en este caso, se asemeja a los hábitos de los abejarucos (Meropidae) del Viejo Mundo.

## Sistemática

### Descripción original
La especie G. galbula  fue descrita por primera vez por el naturalista sueco Carolus Linnaeus en 1766 bajo el nombre científico Alcedo galbula; localidad tipo «Cayena y Brasil = Cayena».

### Etimología
El nombre genérico femenino «Galbula» y también de la especie, deriva del latín «galbulus»: pequeño pájaro amarillento.

### Taxonomía
Tradicionalmente se considera que forma un grupo de especies con Galbula ruficauda, G. tombacea, G. cyanescens y G. pastazae. Se piensa que ha hibridado con G. leucogastra en Surinam. Es monotípica.